# Марко Радуловић
Марко Радуловић (15. децембар 1866 — 2. новембар 1923) био је црногорски политичар и предсједник владе Књажевине Црне Горе.

## Биографија
Прије него што је именован за предсједника владе, Радуловић је био судија Великог суда. Након изгласавања неповјерења влади Лазара Мијушковића под притиском клубаша 24. новембра 1906. године, књаз Никола Петровић је био принуђен да мандат за састав нове владе повјери клубашу Радуловићу. Програм нове владе предвиђао је чишћење државне управе од чиновника, демократизацију државе по Никољданском уставу и јачања веза са Србијом. Предсједник владе Књажевине Црне Горе био је до 1. фебруара 1907. године. Њега је на том мјесту наслиједио Андрија Радовић.